# Adidas Superstar

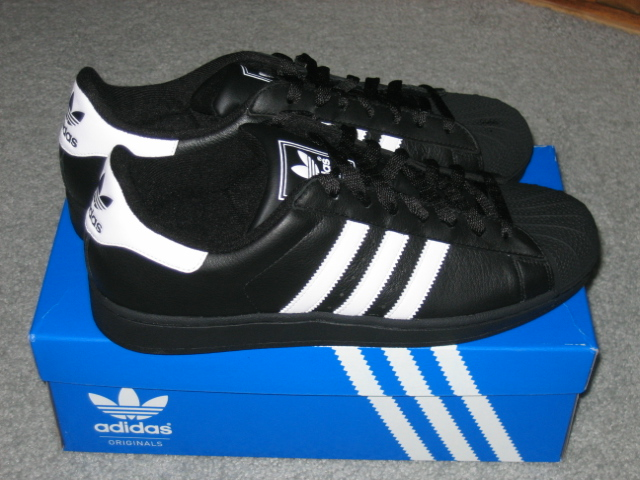
Par de Adidas Superstar, color negro con franjas blancas.

El superstar es una zapatilla deportiva de baloncesto estilo low-top fabricado desde 1969 por la compañía de artículos deportivos Adidas.  La zapatilla Superstar originalmente fue lanzada como una versión low-top del tenis de baloncesto Pro Model. Se le conoció como «pezuña de camello» (camel toe), «puntas de concha» (shelltoe), «zapatos de concha» (shell shoes), «tops de concha» (shell tops) y «conchas marinas» (sea shells).
Cuando se presentó en el mercado esta zapatilla resultó ser el primer tenis low-top que tenía una pala hecha de cuero la que ahora es una punta icónica de goma estilo concha. La zapatilla atrajo la atención de algunos de los mejores jugadores de la NCAA y la NBA, con la cubierta de goma para la protección de los dedos del pie, así como su suela que no dejaba marca en el suelo; el más destacado de ellos fue Kareem Abdul-Jabbar. Dentro de los primeros años de su introducción, los tenis superstar fueron usados por más del 75% de todos los jugadores de la NBA, prueba de su tecnología revolucionaria que se mantiene hasta al día de hoy. Al paso de los años, pasaría de las canchas a la calle y como consecuencia se introduciría más en la mente del público. 

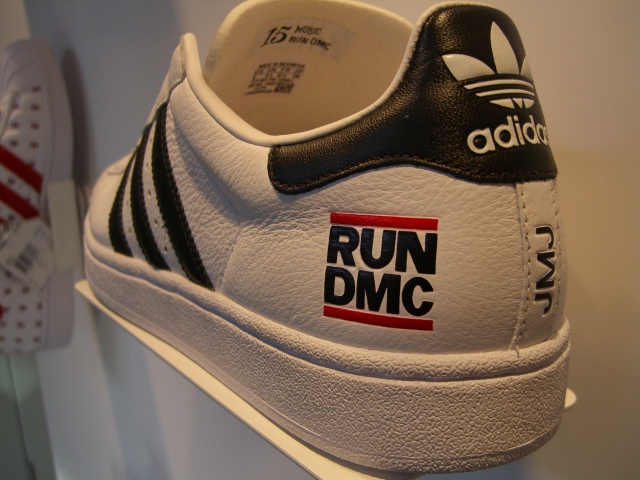
Modelo #15 del 35 aniversario Music Series Run DMC

En 1983, surgió de Hollis Queens, Nueva York, Run-D.M.C., un grupo de rap que no quiso conformarse con los estándares de vestimenta del pop, decidiendo usar en el escenario lo que vestían en las calles. El trío fue representativo por usar los Superstar sin cordones y por dejar la lengüeta de la zapatilla hacia afuera. «Adidas se enteró de esta historia cuando el grupo alzó la zapatilla con tres franjas durante un concierto frente a 40,000 fanáticos - uno de los asistentes era un empleado de Adidas» Los tenis Supertstar se promocionaron ampliamente gracias a este grupo que realizaba conciertos por todo Estados Unidos, lo que incrementó las ventas del modelo. En respuesta a una canción de rap en contra de los tenis por Jerrald Deas llamada Felon Sneakers, el trío lanzó su propia canción llamada  My Adidas en 1986. La canción rendía tributo al modelo Superstar, e intentaba cambiar el estereotipo que se tenía del 'b-boy'. Años después, Adidas finalmente firmó un contrato de 1 millón de dólares para publicitar los Superstar. El trato hecho entre Run-D.M.C. y Adidas fue el primer acuerdo comercial entre artistas de hip-hop y una empresa reconocida, y posteriormente fue lanzada una línea de ropa en colaboración con Run-D.M.C.
Los tenis Superstar se han convertido en una parte esencial de la moda juvenil y ahora son usados regularmente como calzado casual, en lugar de calzado para practicar algún deporte. Los Superstars, junto con los Chuck Taylor All-Stars de Converse, lograron una transición fácil de las canchas de basquetbol hacia las calles debido a su uso por aficionados al hip-hop. Al principio de los años 80, los 'b-boys' usaban tenis con cordones extra gruesos llamados «cordones gordos», normalmente combinaban el color de los cordones con el color de las tres franjas del tenis.
Los Superstars (ahora conocidos oficialmente como «Superstar II»  debido a que el modelo actual es ligeramente distinto al original) se venden en tiendas Adidas Originals, con nuevos diseños y colores. Se venden como un tenis de moda cuyos colores y diseños se basan en temas como equipos de la NBA y ciudades de Estados Unidos. 

## Serie del 35 aniversario
En 2005, Adidas celebró el aniversario número 35 de los Superstar, colaborando con íconos de la música, moda y arte para crear la colección Adidas 35 aniversario.
La colección incluía 35 modelos distintos de 5 series diferentes
Modelos 1 - 7 eran del Consortium Series
Modelos 8 - 14 eran del Expression Series
Modelos 15 - 21 eran del Music Series
Modelos 22 - 28 eran del Cities Series
Modelos 29 - 35 eran del Anniversary Series